# Gerasimovka, Sverdlovsk oblast
Gerasimovka (ryska Гера́симовка) är en by i Sverdlovsk oblast i Ryssland. Folkmängden uppgår till cirka 300 invånare.